# Les contes de la nuit
Les contes de la nuit è un film d'animazione del 2011 diretto da Michel Ocelot composto da sei episodi: Le loup-garou, Tijean et la belle-sans-connaître, L'élue de la ville d'or, Le garçon tam-tam, Le garçon qui ne mentait jamais e La fille-biche et le fils de l'architecte. Il film riutilizza i protagonisti e il contesto di un film passato di Ocelot: Principi e Principesse